# ダナス
ダナス (Данас / Danas) は、セルビアの日刊紙である。その名前はセルビア語で「今日」を意味する。

## 歴史
ダナスは1997年中ごろに、ナシャ・ボルバ（Naša borba）のジャーナリストらが、その新しい民間の過半所有者との対立によって同紙を離脱して結成された。ダナスの第1号は1997年6月9日に発行された。
創刊当初、ダナスは強い独立志向とスロボダン・ミロシェヴィッチ体制を是認する姿勢を取った。同紙は開かれた報道姿勢と、1990年代後半のユーゴスラビア連邦共和国やセルビアの社会的難題に関する忌憚のない報道により、セルビアの当局者からしばしば標的にされたとしている。
ダナスは1998年10月14日、北大西洋条約機構（NATO）によるユーゴスラビア連邦空爆が現実味を増していた時期に、ドネヴニ・テレグラフ（Dnevni telegraf）、ナシャ・ボルバと共に「恐怖と敗北主義を流布した」ものとして政府の命令により発禁処分を受けた。空爆の危機が弱まったと見られた10月20日、発禁処分は解除され、別の情報統制の法が導入された。この法によって、ダナスはその後もたびたび罰則の適用を受けた。同紙の毎日の新聞発行はたびたび廃刊の危機に晒され、ミロシェヴィッチ政権が打倒される2000年10月5日の「ブルドーザー革命」まで続いた。
ミロシェヴィッチ体制が崩壊した後、ダナスは、セルビアでは数少ない、商業主義的なイエロー・ジャーナリズムへの傾倒をしないメディアの一つとなった。その発行部数は低下を続け、セルビアのメディア市場への外国投資家から避けられるようになった。

## 現在の立場
ダナスは左派志向のメディアとなり、旧ユーゴスラビア地域、社会民主主義や欧州統合に関する話題を主に取り扱っている。セルビアの人権や少数者保護を推進するNGOを支持する数少ないメディアである。

## 経営母体
ダナスはベオグラードを拠点とする有限責任会社 Dan Graf d.o.o. によって経営されている。この会社の株主は13人の個人から成り、グルイツァ・スパソヴィッチ（Grujica Spasović、13.39%）、ドゥシャン・ミトロヴィッチ（Dušan Mitrović、13.39%）、ラドミル・リチナ（Radomir Ličina、11.83%）、ズドラヴコ・フベル（Zdravko Huber、10.94%）、ミラン・ヤンコヴィッチ（Milan Jauković、9.82%）、ヴェスナ・ニンコヴィッチ（Vesna Ninković、9.03%）、ラディヴォイ・ツヴェティチャニン（7.19%）、アレクサンダル・ニカシノヴィッチ（Aleksandar Nikašinović、5.46%）等の株主がいる。